# Herbert Birken

Herbert Birken, 1979

Herbert Birken (* 25. August 1914 in Borbeck; † 12. Oktober 2007 in Altea la Vella, Spanien) war ein deutscher Schriftsteller, Feuilletonist und Dramaturg.

## Leben
Herbert Birken wurde als Sohn des Direktors einer höheren Sprach- und Handelsschule in Borbeck geboren. Der Vater gründete in den 1920er Jahren die Kunstanstalt Frankonia in Berlin-Moabit, so dass Herbert in Berlin eingeschult wurde. Nach der Trennung seiner Eltern nahm ihn sein Stiefvater vom Gymnasium und ließ ihn eine Kochlehre im renommierten Berliner Hotel Adlon absolvieren.
Im Zweiten Weltkrieg erlitt Birken mehrere schwere Verwundungen, unter anderem verlor er sein rechtes Auge. In seinen Lebenserinnerungen berichtet er davon mit der Bemerkung: „aus dem Zweiten Weltkrieg bin ich mit einem blauen Auge davongekommen“ (Herbert Birken hatte blaue Augen).
In der Kriegszeit machte er die Bekanntschaft mit Menschen, die für sein künstlerisches Schaffen bedeutsam wurden. Mit Kurt Edelhagen, Helmut Zacharias, Rudi Schuricke, Helmut Lob u. v. a. inszenierte er eigens zur Truppenbetreuung von ihm geschriebenen drei Revuen. Dort entfaltete sich sein Multitalent als Entertainer.
Nach dem Kriege übersiedelte er, inzwischen neu verheiratet, 1960 nach Düsseldorf. Anfang der 1970er Jahre entdeckt er, wie viele Deutsche, Spanien als zweite Heimat und Alterssitz. An der Costa Blanca (Altea) war er lange Jahre in vielen Medien zu Hause. Regelmäßig füllte er mehrere Rubriken der Zeitung „Hier in Spanien“ (Vorläufer der „Costa Blanca Nachrichten“ CBN), machte ebenso Rundfunk und Theater in Altea.
Herbert Birken wurde vor allem als Kinderbuchautor bekannt. Sein erfolgreichstes und ausgezeichnete Buch „Der weise Hofnarr Achmed“ ist über die Grenzen Deutschlands populär und wird noch heute im Schulunterricht verwendet. In diesem Buch entfaltet sich seine eindringliche Erzählkraft, die ihre Wirkung, durch seinen für Herbert Birken typisch humoristischen Stil, in der anschaulichen Parabel erzielt. Die Humoreske, Satire oder Ironie war für ihn nicht nur ein bevorzugtes Stilmittel, Herbert Birken war durchdrungen von einem Lebensmut, der sich Humor zur Anschauung und Bewältigung des Lebens als sein Credo immer bewahrt hat. Er war ein lebenslanger Schelm. Seine spannende Geschichten aus der Ufa-Zeit zeigten Schauspieler auch von ihrer privaten Seite.

## Werke

### Kinderbücher
- Der weise Hofnarr Achmed. HOCH-Verlag, Düsseldorf, 1962.
- Fünf setzen sich durch. Verlag Gerhard Pannen, Moers, 1963.

### Artikel und Glossen
- Monikageschichten (Humoresken)
- Tiergeschichten (Fabeln)
- Irrtümer der Weltgeschichte (Humoresken)
- José Ortega y Gasset – Kulturphilosoph und Essayist (Essay)
- Lesebuch für blaue Stunden oder Gedanken zur Siestazeit (Gedichte und Aphorismen)
- Achmed, der Narr (Kalendergeschichte)

### Theater
- Cleopatra (Lustspiel)

| Personendaten    | Personendaten            |
| ---------------- | ------------------------ |
| NAME             | Birken, Herbert          |
| ALTERNATIVNAMEN  | Betula, Bert             |
| KURZBESCHREIBUNG | deutscher Schriftsteller |
| GEBURTSDATUM     | 25. August 1914          |
| GEBURTSORT       | Borbeck                  |
| STERBEDATUM      | 12. Oktober 2007         |
| STERBEORT        | Altea la Vella, Spanien  |